# 민소매

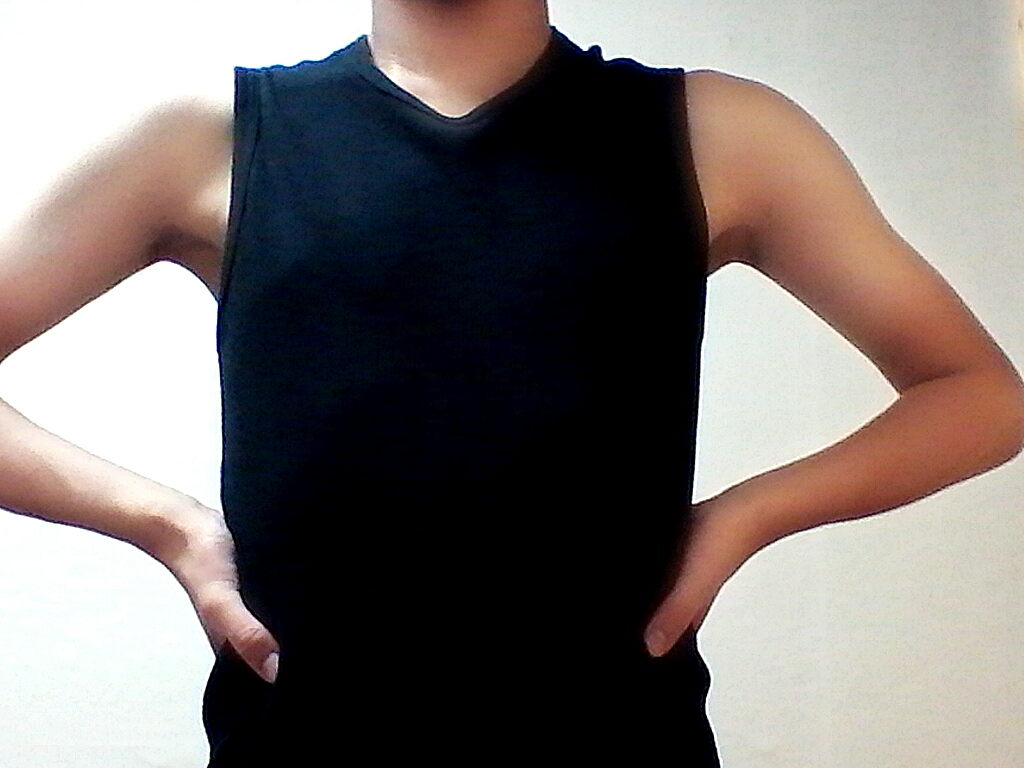
민소매 셔츠를 착용한 모습

민소매(Sleeveless shirts)는 소매가 없는 셔츠를 지칭하는 말이다. 원래부터 소매가 없는 것도 있고, 소매를 잘라낸 것도 있다. 성별에 관계 없이 착용할 수 있다.

## 러닝셔츠
속옷으로 입거나 화려하게 디자인된 경우는 셔츠처럼 입기도 한다. 러닝셔츠는 사실 일본식 영어로 북미에서는 보통 탱크톱이라고 한다. 대한민국에서는 흔히 ‘나시’라고 불리는데 이는 일본어로 ‘소매가 없다’는 의미인 ‘소데나시(袖無し)’에서 온 것으로 보인다.